# 28. SS-Freiwilligen-Grenadier-Division Wallonien

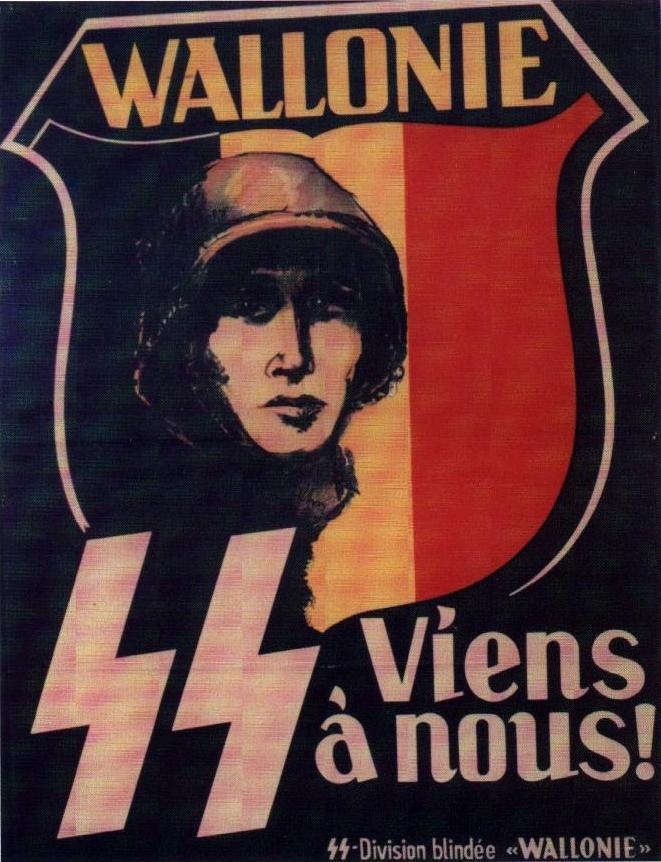
Affisch

28. SS-Freiwilligen-Grenadier-Division Wallonien var en Waffen-SS-division delvis bildad av vallonska frivilliga. 
Enheten sattes in i strid på östfronten under andra världskriget. Förbandets chef var Leon Degrelle. 
Divisionen bildades ursprungligen som en brigad, Sturmbrigade Wallonien och stred bland annat under slaget vid Korsun-Tjerkassy-fickan 1944. Liksom många andra enheter i SS var förbandet underbemannat.

## Bakgrund
Från början antogs vallonska frivilliga i den tyska reguljära armén, Heer.
| Namn                                             | datum                     |
| ------------------------------------------------ | ------------------------- |
| Wallonisches-Infanterie Bataillon 373 (Heer)     | 1941 - June 1943          |
| SS-Sturmbrigade Wallonien                        | June 1943 - Oct 1943      |
| 5. SS-Freiwilligen-Sturmbrigade Wallonien        | Oct 1943 - Sep 1944       |
| 28. SS-Freiwilligen-Grenadier-Division Wallonien | september 1944 - maj 1945 |

## Organisation
Divisionens organisation.
- SS-Panzergrenadier Regiment 69 
  - I./SS-Panzergrenadier Regiment 69
  - II./SS-Panzergrenadier Regiment 69
- SS-Panzergrenadier Regiment 70 
  - I./SS-Panzergrenadier Regiment 70
- SS-Artillerie Regiment 28
- SS-Panzerjäger Abteilung 28
- SS-Panzeraufklärungs Abteilung 28
- SS-Nachrichten Abteilung 28
- SS-Pionier-Bataillon 28
- SS-Nachschub-Kompanie 28
- SS-Flak-Kompanie 28
- SS-Verwaltungskompanie 28
- SS-Sanitäts-kompanie 28
- SS-Veterinär-Kompanie 28
- SS-Ersatz-Bataillon 28
- SS-Sturm-Bataillon
- Kampfgruppe Capelle